# Kehinde Wiley
Kehinde Wiley (născut la 28 februarie 1977 la Los Angeles) este un pictor afro-american din Statele Unite, având rădăcini nigeriene. S-a făcut cunoscut prin portrete realiste de mari dimensiuni, ale unor afro-americani, celebrități sau anonimi, prezentați ostentativ, uneori în tablouri eroice în spiritul artei clasice greco-romane, sau într-un stil care amintește pictura europeană și americană din secolele al XVII-lea -al XIX-lea. Picturi ale sale sunt expuse, între altele, la Institutul Smithsonian din Washington, între care și portretul oficial al președintelui Barack Obama. 

## Biografie
Wiley s-a născut în 1977 la Los Angeles, în California, ca fiul unui tată de naționalitate yoruba din Nigeria, și al unei mame afro-americane. În copilărie părinții săi s-au despărțit, iar Wiley a crescut, alături de cei cinci frați ai săi, în casa mamei sale din zona South-Center a orașului Los Angeles. Din copilarie, a dovedit talent artistic, și cu încurajarea
mamei, s-a înscris la cercuri de învățat artele. La 11 ani a frecventat un conservator al Univeristății de Stat California.
La 12 ani, în cadrul unui program de schimburi culturale sovieto-americane (U.S./U.S.S.R. Initiatives) finanțat de un fond al omului de afaceri Michael Milken, Wiley a fost trimis vreme de șase săptămâni la un program de învățământ în domeniul artelor plastice lângă Leningrad (azi Sankt Petersburg), pe atunci în Uniunea Sovietică. La 20 ani Wiley l-a vizitat pe tatăl său în Nigeria și s-a interesat de rădăcinile sale africane.
După ce și-a încheiat studiile la Los Angeles County High School for the Arts, în anul 1999 Wiley a terminat licența în arte la Institutul de arte din San Francisco, iar apoi în 2001 a obținut titlul de master la Facultatea de arte a Universității Yale.
În anul 2001, ca artist în reședință la Studio Museum din cartierul Harlem din New York,  a găsit o fotografie din arest a unui bărbat negru, care i-a inspirat seria de portrete Conspicuous Fraud Smile.
Wiley și-a deschis ulterior un studiou în cartierul Brooklyn.
În portretele sale de bărbați afro-americani de inspiră din picturile lui Tintoretto, Tițian, Ingres, 
Jacques-Louis David sau Joshua Reynolds.
După anul 2006 a creat o serie de portrete de tineri negri in cadrul seriei „The World Stage”.

## Viața privată
Wiley, care este homosexual declarat, trăiește și creează la New York. 